# Wetten, dass..?
Wetten, dass..? (« Voulez-vous parier que.. ? ») est une émission de télévision diffusée par la chaîne allemande ZDF depuis 1981. Créée et présentée par Frank Elstner de 1981 à 1987, cette émission de divertissement événementielle est diffusée en direct sur la chaîne allemande ZDF, environ six fois par an le samedi soir.
Elle est présentée par Thomas Gottschalk de 1987 à 2011, à l'exception des émissions diffusées entre septembre 1992 et novembre 1993, période pendant laquelle elle a été présentée par Wolfgang Lippert.
En France, l'émission a été adaptée sous le titre Toute la ville en parle, et diffusée du 10 octobre 1992 au 20 février 1993 sur TF1.

## Description de l'émission

### Format
Elle est constituée notamment d'un mélange de jeux (des téléspectateurs présentent sur scène des tentatives d'accomplissement de pari insolites), de musique (plusieurs artistes célèbres viennent interpréter durant la soirée leur dernier succès) et de talk-show (des célébrités invitées discutent avec l'animateur sur un canapé). À côté des célébrités allemandes, plusieurs célébrités internationales, et notamment américaines du cinéma et de la chanson, sont invitées à chaque émission.

### Présentateurs
- 14 février 1981 au 4 avril 1987 : Frank Elstner ;
- 26 septembre 1987 (émission 40) au 2 mai 1992 (émission 75) : Thomas Gottschalk ;
- 26 septembre 1992 (émission 76) au 27 novembre 1993 (émission 84) : Wolfgang Lippert ;
- du 15 janvier 1994 (émission 85) au 3 décembre 2011 : Thomas Gottschalk;
- depuis le 6 octobre 2012 au 6 décembre 2014 : Markus Lanz

Thomas Gottschalk a célébré la 100e édition de l'émission le 30 mars 1996 et sa 100e émission le 27 mars 2004. Le 2 octobre 2004, l'émission a fêté sa 150e, et en 2006 son 25e anniversaire.
Lors de la 193e édition du 12 février 2011, il a annoncé son retrait de l'émission à la fin de l'été.

## Diffusion
L'émission, également diffusée en Eurovision sur ORF1 (Autriche) et SF1 (Suisse), réalise des scores d'audiences élevés.
Pendant les pauses d'été, il arrive que l'émission soit réalisée en direct d'un pays non germanophone : Palma de Mallorca (1999, 2007, 2009, 2010), Paris (2002) ou Aspendos en Turquie (2005).

## Polémique
Lors de l'émission du 4 décembre 2010, et pour la première fois depuis sa création, un terrible accident s'est produit en direct. Samuel Koch, un jeune étudiant de 23 ans, qui devait sauter par-dessus une voiture conduite par son père à vive allure, est lourdement retombé sur le sol. Alors qu'il recevait les premiers soins sur le plateau et malgré la situation critique, la diffusion a continué avec des plans larges du public et les commentaires de l'animateur. L'émission sera interrompue et remplacée quelques minutes plus tard.
Dans son édition du 6 décembre 2010, alors que le jeune homme était toujours dans un état jugé très critique et maintenu dans un coma artificiel, le quotidien tabloïd allemand Bild se demandait pourquoi les producteurs avaient autorisé un défi aussi risqué. Le mardi 7 décembre 2010, Samuel Koch est sorti de son coma artificiel et est diagnostiqué comme définitivement tétraplégique.
L'émission de défis, diffusée depuis 29 ans, n'avait jamais connu d'accident grave.
En conséquence de l'accident, Thomas Gottschalk a annoncé lors de la 193e édition du 12 février 2011 qu'il se retirerait de l'émission.

## Adaptation à l'international
Le concept de l'émission a été décliné pour différentes chaînes étrangères, tant européennes qu'américaine ou asiatique :
- France : Toute la ville en parle (TF1)
- Belgique : Wedden, dat..? (VTM)
- Espagne : ¿Qué Apostamos?, 1992–2004 sur TVE 1
- États-Unis : Wanna bet?, depuis 2008 sur ABC
- Grèce : Είσαι Μέσα, depuis 2008, Alpha TV, présenté par Viki Kagia)
- Italie : Scommettiamo che...?, sur Rai Uno et Rai Due
- Pays-Bas : Wedden, dat..?, 1984–1998 sur AVRO et en 1999 sur RTL 4
- Pologne : Załóż się, 2005–2006 sur TVP 2
- République populaire de Chine : Xiang tiaozhan ma?
- Royaume-Uni : You bet!, 1988–1997 sur LWT
- Russie : Bolschoi spor s Dmitrijem Nagijewym (Большой спор с Дмитрием Нагиевым), sur Perviy Kanal (Первый канал)